# Çağdaş Yüksel
Çağdaş Eren Yüksel (* 4. Juni 1994 in Mönchengladbach) ist ein deutscher Filmregisseur, Filmproduzent und Preisträger des Kultur- und Kreativwirtschaftspreises der Bundesregierung.

## Leben
Yüksel ist Nachfahre türkischer Gastarbeiter in der dritten Generation. Er wuchs in Mönchengladbach auf und besuchte dort das Stiftischen Humanistische Gymnasium. Er studierte an der Universität zu Köln Sozialwissenschaften und Volkswirtschaftslehre und begann während des Studiums im Rahmen ehrenamtlicher Projekte mit der Filmproduktion. Nach dem Studium gründete er eine Kapitalgesellschaft zur Vermarktung seiner Filme.

## Werk
Mit Asyland veröffentlichte der Jungregisseur 2015 sein Dokumentarfilmdebüt. Der Film begleitet Flüchtlinge im Alltag und dokumentiert ihre Gedanken, Gefühle, Motivationen und Ängste aus ihrer eigenen Perspektive. 2021 veröffentlichte Yüksel seinen zweiten Dokumentarfilm Gleis 11, der seine Premiere in der Essener Lichtburg feierte. Mit seiner Produktionsfirma „Cocktailfilms“ produziert er diverse gesellschaftspolitische Formate, unter anderem RendezWho im Auftrag von 1LIVE mit Hubertus Koch.
Mit Rebels veröffentlichte Yüksel 2022 eine dreiteilige Dokumentarserie im Auftrag der ARD in Koproduktion mit dem Bayerischen Rundfunk, SWR, NDR, WDR, MDR und RBB. Die Doku zeigt politisch engagierte Künstler aus den Kulturbereichen Comedy, Musik und Aktionskunst. Als Protagonisten treten unter anderem Enissa Amani, Nico Semsrott, Disarstar und das Zentrum für Politische Schönheit auf.

## Auszeichnungen
- 2019: Preis der Initiative „Kultur- und Kreativpiloten“[3]
- 2022: Nominierung CIVIS – Europas Medienpreis für Migration, Integration und kulturelle Vielfalt[4]
- 2025 : Grimme Preis für Uncivilized[5]
- 2025: Preis CIVIS für Uncivilized – Europas Medienpreis für Migration, Integration und kulturelle Vielfalt | Kategorie Hauptreis & Video Award Fiktion[6]